# أليسيا دوفن أورتيز
أليسيا دوفن أورتيز (بالإسبانية: Alicia Dujovne Ortiz) (من مواليد عام 1940)  هي صحفية وكاتبة أرجنتينية.

## السيرة الذاتيّة
وُلدت أليسيا أورتيز عام 1940 في بوينس آيرس لأسرةٍ يهودية، وترعرعت هناك حيثُ حصلت على شهادةٍ في الفلسفة والآداب من جامعة بوينس آيرس وساهمت في العديدِ من الدوريات الأرجنتينية. بحلول عام 1978؛ أُجبرت أليسيا وهي بعمرِ الـ 38 على مغادرة البلاد صوبَ العاصمة الفرنسيّة باريس بعدما نُفيت من قِبل النظام العسكري الديكتاتوري الذي كان يحكمُ البلاد حينها.
حقّقت أليسيا أورتيز بعض الشهرة في فرنسا؛ حيثُ ساهمت بعددٍ من المقالات في صحيفة لو موند وأصبحت مستشارةً أدبيةً في دار غاليمار للنشرِ المرموقة. حصلت أليسيا على زمالة من مؤسسة سيمون جوجنهايم في عام 1986؛ فألَّفت سير ذاتية عن كلٍ من ماريا إيلينا والش (1979) ودييجو مارادونا (1993) وإيفا بيرون (1995). حصلت أليسيا أيضًا على جائزة كونكس التي تُعدُّ من بين أبرز الجوائز في الأرجنتين وذلك تقديرًا لكلّ إسهاماتها في تطويرِ الأدب اللاتيني.

## قائمة أعمالها
| تاريخ الإصدار | العنوان                    | العنوان الأصلي                                    | دار النشر                                           |
| السير الذاتيّة | السير الذاتيّة              | السير الذاتيّة                                     | السير الذاتيّة                                       |
| ------------- | -------------------------- | ------------------------------------------------- | --------------------------------------------------- |
| 2007          | الرَّفيقُ كارلوس              | El camarada Carlos                                | دار أغيلار للنشر والتوزيع؛ بوينس آيرس               |
| 1994          | مارادونا هو أنا            | Maradona soy yo                                   | دار إمسي للنشر والتوزيع؛ بوينس آيرس                 |
| 1995          | إيفا بيرون: السيرة الذاتيّة | Evita Perón: La biografía                         | دار أغيلار للنشر والتوزيع؛ بوينس آيرس               |
| 1979          | ماريا إلينا والش           | María Elena Walsh                                 | دار جوسار للنشر والتوزيع؛ مدريد                     |
| الروايات      |                            |                                                   |                                                     |
| 1980          | ثٌقبٌ في الأرضِ               | El agujero en la tierra                           | دار مونتا أفيَّا للنشر والتوزيع؛ كراكاس               |
| 2003          | أنيتا مُغطَّاةٌ بالرمالِ        | Anita cubierta de arena                           | دار أغيلار للنشر والتوزيع؛ بوينس آيرس               |
| 1997          | الشجرة الغجرية             | El árbol de la gitana                             | دار ألفاغوارا للنشر والتوزيع؛ بوينس آيرس            |
| 1997          |                            | El buzón de la esquina                            | دار كاليكانتو للنشر والتوزيع                        |
| 2001          | المرأة الملونة             | Die tangofarbene Frau                             | دار أفبو-فيرلاغ للنشر والتوزيع؛ برلين               |
| 2005          | اللؤلؤ الأحمر              | Las perlas rojas                                  | دار أغيلار للنشر والتوزيع؛ بوينس آيرس               |
| 2009          | الدمية الروسيّة             | La muñeca rusa                                    | دار ألفاغوارا للنشر والتوزيع؛ بوينس آيرس            |
| 2011          | قلبٌ صعبٌ جدًا                | Un corazón tan recio                              | دار ألفاغوارا للنشر والتوزيع؛ بوينس آيرس            |
| 2014          | السيّدة                     | La Madama                                         | دار إمرسي للنشر والتوزيع؛ بوينس آيرس                |
| 2015          | الأكثرُ رشاقةً               | La más agraciada                                  | دار إمرسي للنشر والتوزيع؛ بوينس آيرس                |
| الكُتب الشعريّة |                            |                                                   |                                                     |
| 1969          | خريطةُ كنز الزيتون          | Mapa del olivado tesoro                           | دار كرافت للنشر والتوزيع؛ بوينس آيرس                |
| 1967          | آذانٌ غير مرئية لخطواتنا    | Orejas invisibles para el rumor de nuestros pasos | دار بيبليوغرافيكا أوميبا للنشر والتوزيع؛ بوينس آيرس |
| 1973          | وصفاتٌ؛ زُهيرات وغيرهما      | Recetas, florecillas y otros contentos            | دار جوسار للنشر والتوزيع؛ مدريد                     |

## الجوائز
- 1986: جائزة جون سيمون جوجنهايم
- 2004: جائزة كونكس
- 2014: جائزة كونكس
- 2015: جائزة مؤسسة كونيكس البلاتينية